# Europese weg 671
De Europese weg 671 of E671 is een Europese weg die loopt van Timișoara in Roemenië naar Satu Mare in Roemenië.

## Algemeen
De Europese weg 671 is een Klasse B-verbindingsweg en verbindt het Roemeense Timișoara met het Roemeense Satu Mare en komt hiermee op een afstand van ongeveer 300 kilometer. De route is door de UNECE als volgt vastgelegd: Timișoara - Arad - Oradea - Satu Mare.

## Nationale wegnummers
De E671 loopt over de volgende nationale wegnummers:
| Nummer   | Tracé              |
| Roemenië | Roemenië           |
| -------- | ------------------ |
| 69       | Timișoara - Arad   |
| 79       | Arad – Oradea      |
| 1        | in Oradea          |
| 19       | Oradea - Satu Mare |